# 澀川郡
澀川郡為過去日本大阪府轄下的一個郡，已於1896年4月1日與周邊的郡合併為中河內郡。
在1880年實施郡區町村編制法時的轄區包括現在的東大阪市西南部區域、八尾市西部小部分地區、和大阪市平野區北部部分區域、生野區東部部分區域。

## 歷史
在令制國時代屬於河內國。
江戶時代大部分區域為幕府直轄領地、旗本領和淀藩領地，另有少部分區域屬於高德藩。
1868年明治維新後，郡內區域曾先後隸屬大坂裁判所（後改為大阪府）、河內縣、堺縣、淀縣，最後在1872年的第一次府縣整併中全數被併入堺縣。
1880年實施郡區町村編製法，正式的設置了近代的行政區劃「澀川郡」，但並未設置自己的郡役所，而是與周邊的丹北郡、高安郡、大縣郡、若江郡、河內郡共同設立「八尾郡役所」，郡役所位於若江郡寺內村（位於現在的八尾市），因此八尾郡役所後來也被更名為「丹北高安澀川大縣若江河內郡役所」。
1881年，由於堺縣被併入大阪府，澀川郡隨之成為大阪府的轄區。

### 沿革

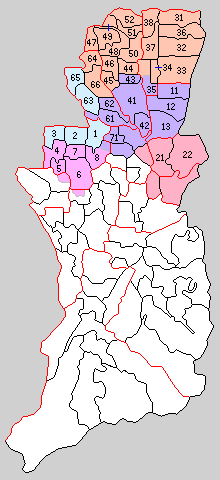
1889年澀川郡轄下的行政區劃：
61.龍華村、62.久寶寺村、63.加美村、64.布施村、65.巽村、66.長瀨村
（水藍色：現屬大阪市、紫色：現屬八尾市、橙：現屬東大阪市、1 - 8屬丹北郡 、11 - 13屬高安郡、21・22屬大縣郡、31 - 38屬河內郡、51 - 52屬若江郡、71屬志紀郡）

- 1889年04月1日：實施町村制，澀川郡下設龍華村（日语：龍華）、久寶寺村（日语：久宝寺）、加美村（日语：加美 (大阪市)）、布施村（日语：布施町）、巽村（日语：巽町）、長瀨村（日语：長瀬 (東大阪市)）。（6村）
- 1896年04月1日：實施郡制（日语：郡制），同時原屬於「丹北高安澀川大縣若江河內郡役所」的區域再加上志紀郡三木本村被合併為中河內郡。